# 李新庄镇
李新庄镇，是中华人民共和国山東省菏泽市单县下辖的一个乡镇级行政单位。

## 行政区划
李新庄镇下辖以下地区：
孟店村、牛庄村、李坑村、杨庄村、孟楼村、姬庄村、赵新庄村、朱双楼村、刘草庙村、高乡店村、修庄村、张楼村、大集村、潘庄村、刘洼村、秦庄村、李楼村、崔堂村、黄寺村和黄坛村。